# Hystricovoria bakeri
Hystricovoria bakeri là một loài ruồi trong họ Tachinidae.